# Ike Broflovski
Ike Moisha Broflovski, geboren als Peter Gints, is een personage uit de animatieserie South Park. Hij is het geadopteerde kleine broertje van een van de hoofdpersonen, namelijk Kyle Broflovski. De stem van Ike wordt ingesproken door verschillende kinderen.

## Over Ike
Ike Broflovski is Canadees. Hij werd geadopteerd door Kyle's ouders, toen hij nog Peter Gints heette. Ike is drie jaar en kan daarom niet zoveel woorden zeggen. Meestal zijn het antwoorden die nergens op slaan zoals 'Koekiemonster!' In de aflevering Trapper Keeper gaat Ike voor het eerst naar school, één jaar vroeger dan zijn klasgenoten omdat hij een genie blijkt te zijn.
Hoewel hij drie jaar is, is hij geen maagd meer. In aflevering #1010 (Miss Teacher Bangs a Boy) heeft hij seks met de kleuterjuf Miss. Stephenson. Ook wilde diezelfde kleuterjuffrouw op het einde van dezelfde aflevering tegelijk met Ike zelfmoord plegen door van een dak af te springen, maar tijdens de sprint naar de afgrond draait hij zich om en loopt naar Kyle. In aflevering #1212 (About last Night..) probeert hij wel zelfmoord te plegen omdat John McCain de verkiezingen verloor, de kandidaat waarmee Ike sympathiseerde. Ike blijkt ook in het complot te zitten om de Hope Diamant te stelen. Zijn taak is om de dieven als 'overleden' op te geven.
Kyle speelt soms het spel 'Kick the baby' met hem, waarop Ike zegt "Don't kick the baby" waarop Kyle weer zegt 'Kick the baby' en hij Ike wegschopt.
In de aflevering Dead Celebrities blijkt Ike paranormale gaven te hebben. Hij kan dode beroemdheden zien. Later in de aflevering wordt hij bezeten door Michael Jackson. Als hij uiteindelijk een jeugd-missverkiezing wint, verlaat Michael Jackson zijn lichaam en is de normale Ike weer terug.
Ike's biologische ouders komen eenmaal in de serie voor, namelijk in de aflevering It's Christmas in Canada. In deze aflevering komen ze hem weghalen bij de familie Broflovski omdat de minister-president van Canada een nieuwe wet heeft uitgevaardigd die zegt dat alle geadopteerde Canadezen terug naar huis moeten. Zijn biologische ouders heten Harry en Elise; net als Ike en bijna alle andere Canadezen zijn ze getekend met een van oor tot oor doorkliefd hoofd, waarbij deze opening dient als mond.